# Herr Gott, Beherrscher aller Dinge, BWV 120a

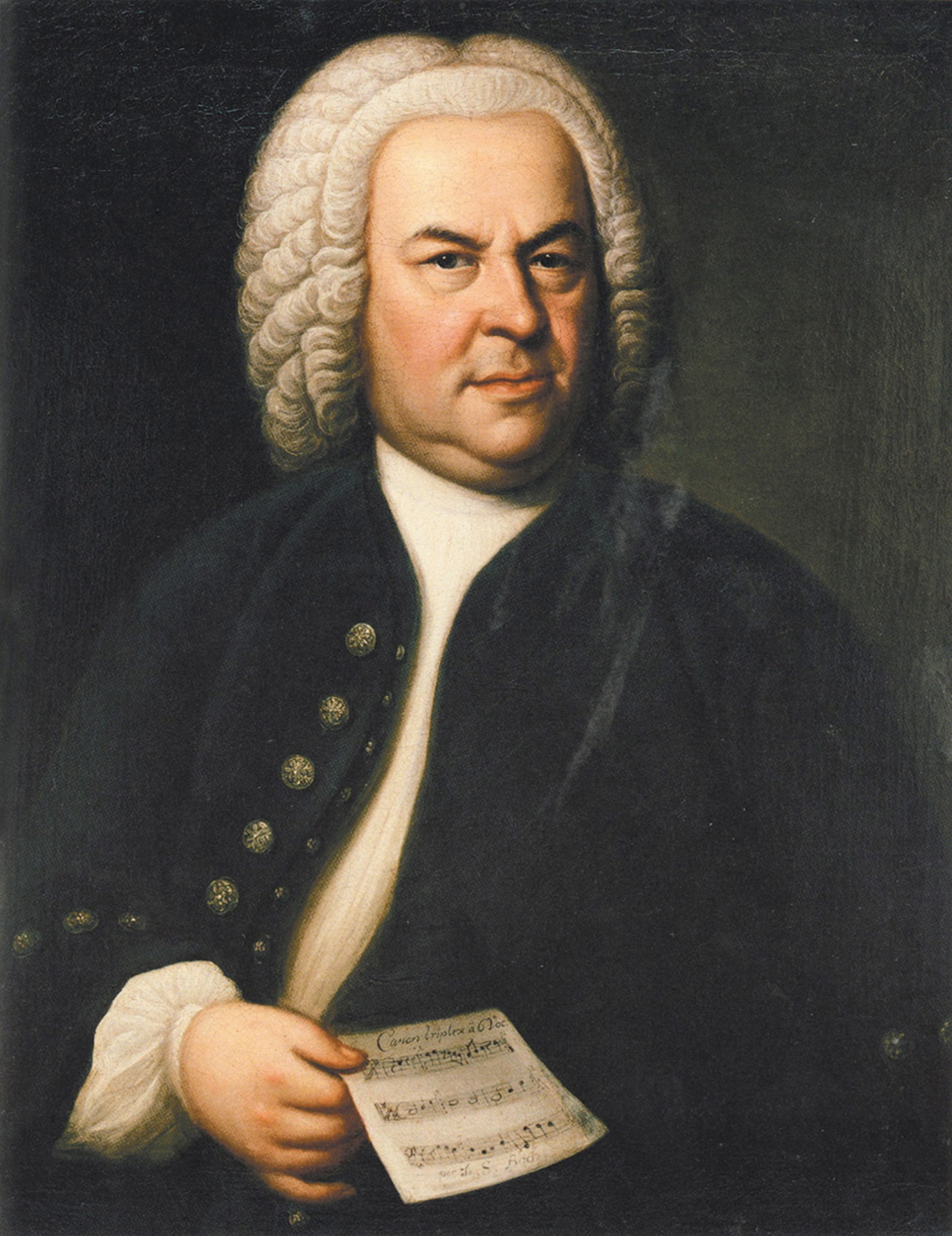
Johann Sebastian Bach, compositor de la cantata.

Herr Gott, Beherrscher aller Dinge (Señor Dios, gobernante de todas las cosas), BWV 120.2 (anteriormente BWV 120a), es una cantata nupcial de Johann Sebastian Bach. La compuso e interpretó por primera vez en Leipzig, probablemente en 1729.

## Historia y texto

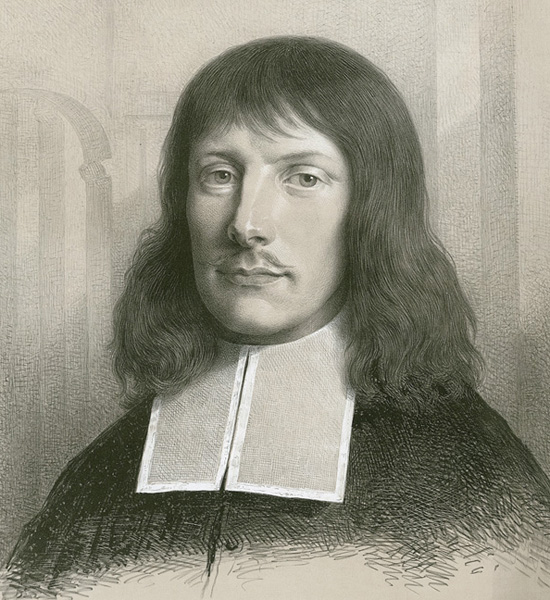
El texto de la coral de cierre está tomado del himno Lobe den Herren, den mächtigen König der Ehren de Joachim Neander.

Bach compuso la cantata para una boda en Leipzig probablemente en 1729, «a toda prisa», según Klaus Hofmann, al analizar la letra de Bach y los errores cometidos por los copistas. En general, se acepta que la música es de alta calidad. Adaptó el coro de apertura de la sección «Et expecto resurrectionem mortuorum» de la Misa en si menor, una composición que es ampliamente aclamada como una de las más importantes de la historia de la música.
La música sobrevive en un estado incompleto. Hay una partitura autógrafa fragmentaria y algunas partes escritas por varios escribas: sólo se conservan las partes vocales, una de viola y tres de bajo continuo. Como la cantata comparte música con otras composiciones, particularmente BWV 120.1, pero también BWV 1006 y BWV 137 (dos obras anteriores), se puede reconstruir. Sobre esta base, se puede suponer que los instrumentos son los especificados en las otras obras, incluidos oboes de amor, trompetas y timbales.
Se desconocen los nombres de los novios. Se ha asumido que fue un ministro religioso, deducido del texto «Herr, fange an, und gib den Segen / auf dieses deines Dieners Haus» (Señor, comienza y pronuncia tu bendición / en esta casa de tu sirviente).
El texto lo escribió un poeta anónimo. Tiene dos partes, la segunda marcada Post copulationem (después de la ceremonia de la boda). La coral de cierre es de las estancias cuarta y quinta del himno Lobe den Herren, den mächtigen König der Ehren de Joachim Neander.

## Partitura y estructura
La pieza está compuesta para cuatro voces solistas (soprano, alto, tenor y bajo) y un coro de cuatro partes. Los instrumentos utilizados son tres trompetas, timbales, dos oboes, dos oboes de amor, dos violines, viola y bajo continuo. Un movimiento, la sinfonia que abre la segunda parte de la cantata, presenta un órgano obbligato. Generalmente, la orquestación es típica de la que usaba Bach para las ocasiones festivas, aunque en ocasiones desplegaba más oboes. La obra consta de ocho movimientos en dos partes:
Parte 1
1. Coro: Herr Gott, Beherrscher aller Dinge
2. Recitativo (tenor, bajo y coro): Wie wunderbar, o Gott, sind deine Werke
3. Aria (soprano): Leit, o Gott, durch deine Liebe

Parte 2
1. Sinfonia
2. Recitativo (tenor y coro): Herr Zebaoth, Herr, unsrer Väter Gott
3. Aria (alto, tenor): Herr, fange an und sprich den Segen
4. Recitativo (bajo): Der Herr, Herr unser Gott, sei mit euch
5. Coral: Lobe den Herren, der deinen Stand sichtbar gesegnet

## Música
De los ocho movimientos, sólo los tres recitativos (movimientos 2, 5 y 7) son exclusivos de esta cantata. Bach parodió los movimientos 1, 3 y 6 en 1730 en dos obras: una cantata perdida Gott, man lobet dich in der Stille, BWV 120.3, que celebra el aniversario de la Confesión de Augsburgo en 1730, y una cantata para el Ratswechsel (inauguración de un nuevo ayuntamiento), Gott, man lobet dich in der Stille, BWV 120.1, que Hofmann fecha en 1742, y según Bach Digital se originó en 1729 o antes. Los números de movimiento respectivos son 2, 4 y 1.
El segundo movimiento consta de tres secciones: un recitativo de bajo secco, una intervención coral y un recitativo de tenor secco. La primera parte se cierra con un aria de soprano «florida» en forma ternaria modificada.
La parte II se abre con una sinfonia adaptada del preludio de la Partita para violín solo n.º 3, BWV 1006. La música, que consiste casi en su totalidad en semicorcheas, se reasigna al órgano con acompañamiento orquestal. Este movimiento puede ser reconstruido a partir de la sinfonia de apertura de la cantata para la Ratswechsel de 1731, Wir danken dir, Gott, wir danken dir, BWV 29. El siguiente recitativo de tenor acaba con una declaración de coro de una letanía «uns Erhör , lieber Herre Gott» (Escúchanos, querido Señor Dios). El sexto movimiento es un aria a dúo en forma da capo. El recitativo bajo, «Der Herr, Herr unser Gott, sei so mit euch» (El Señor, el Señor nuestro Dios sea así contigo), prepara la coral de cierre, una configuración que apareció como el cierre coral de la cantata coral Lobe den Herren, den mächtigen König der Ehren, BWV 137 , compuesta en 1725.

## Publicación
La obra fue reconstruida por Alfred Dörffel y publicada en 1894 como parte de la edición Bach completa de Bach Gesellschaft. La parte del bajo continuo se presenta como un bajo cifrado.

## Grabaciones
- Amsterdam Baroque Orchestra & Choir, Ton Koopman. J. S. Bach: Complete Cantatas Vol. 20. Antoine Marchand, 2003.
- Bach Collegium Japan, Masaaki Suzuki. J. S. Bach: Cantatas Vol. 51. BIS, 2011.